# Al Madina (ziar)
Al Madina (în arabă المدينة‎, lit. „Orașul”) este un ziar în limba arabă publicat în Djedda, Arabia Saudită. Ziarul este unul dintre cele mai vechi ziare publicate în țară.

## Istorie
Al Madina a fost înființat sub numele de Al Madinah al Manawarah (în română, Orașul radios) de către unchii lui Hisham Hafiz, Othman și Ali Hafiz, ca un ziar săptămânal. Primul număr a apărut pe 8 aprilie 1937. Mai târziu, a devenit bisăptămânal.
Publicarea ziarului a fost oprită în timpul celui de-al Doilea Război Mondial și a fost reluată după război. Ziarul a fost redenumit Al Madinah în 1958, și sediul său a fost mutat la Djedda la începutul anilor 1960. Are birouri în Dubai și Cairo, pe lângă cele 18 sucursale din Arabia Saudite.
La începutul anilor 2000, Al Madina avea un tiraj de 46.370 de exemplare; în 2001, ziarul s-a vândut în 60.000 de exemplare. Tirajul estimat al ziarului în 2003 a fost de 46.000 de exemplare.

## Abordare și conținut politic
Fiecare număr al Al Madina începe cu invocarea numelui lui Allah. Este unul dintre ziarele pro-guvernamentale din țară. Cu toate acestea, Al Madina publică și informații critice în știri locale non-politice, cum ar fi probleme sociale, de sănătate și educaționale și are editoriali relativ critici, în ciuda reținerii în raportarea sau comentarea politicii naționale. Câteva rubrici moderniste sau reformiste au fost publicate în ziar. De exemplu, scriind în aprilie 2010, Basma bint Saud a spus că nu a putut găsi o bază coranică sau altă bază istorică islamică pentru o instituție de stat care să se angajeze să promoveze virtutea și să prevină viciul și că arestările și bătăile polițiștilor religioși contribuie la crearea incorectă a impresiilor despre islam.
La 2 august 2017, ziarul a criticat multe state arabe, despre care se spune că mențin relațiile cu Israelul, dar le neagă, [deși] aceste legături cu greu pot fi negate, având în vedere existența ambasadelor și a vizitelor reciproce vizibile. A continuat să cheme națiunile arabe să pună capăt ipocriziei lor, în care „mențin relațiile” cu Israelul, dar „nu vor să știe nimeni despre ele”.